# 清流見晴站
清流見晴站（日语：／ Seiryu-Miharashi eki */?）是位於山口縣岩國市美川町根笠字芋迫，錦川鐵道的錦川清流線車站。

## 概要
此站位於南桑站至根笠站之間。此站是為了觀看錦川清流而設置觀景台之新車站。只有活動列車停靠此站。另外，此站沒有車站出入口，加上只有部分列車停靠，因此被名為秘境車站。
此站的建設費約1億日圓。費用來自隨著美軍岩國基地搬遷艦載機，山口縣撥款用作觀光振興而得來。
當初車站預定在2018年（平成30年）9月啟用，但是由於發生2018年7月西日本豪雨，使錦川清流線全線不能通行，隨後鐵路線優先進行復修工程，因此此站的建設工程延遲，最後於同年10月1日發表車站於翌年2019年（平成31年）3月下旬啟用。最後此站在2019年3月19日舉行開業紀念典禮。
另外，除了啟用紀念典禮當日的人士可於此站上落外，首批一般乘客在3月30日的「利酒列車」中於此站上落。

## 車站構造
車站是一座地面車站，設有1面1線的單式月台。月台同時是觀景台（全長9米，寬3米）。另外，月台上設有上蓋。
上述已經提及，此站沒有出入口，不能通往站外。

## 車站周邊
車站東北方處設有錦川流過。於錦川對面岸設有國道187號，車站中可望見國道。

## 相鄰車站
錦川鐵道
錦川清流線
南桑－（臨）清流見晴－根笠

## 注腳
1. 1 2 3 4 5  駅名募集について（日語）
2. ↑  二宮俊彦. . 朝日新聞數碼（日语：朝日新聞デジタル）. 2017-11-07  [2018-07-11]. （原始内容存档于2018-07-13） （日语）.
3. ↑  . 中國新聞. 2017-11-03  [2018-07-15]. （原始内容存档于2017-12-01） （日语）.
4. 1 2  二宮俊彦. . 朝日新聞デジタル. 2017-09-12  [2018-07-15]. （原始内容存档于2018-07-16） （日语）.
5. ↑  . 中國新聞. 2018-10-02. （原始内容存档于2018-10-03） （日语）.
6. ↑  . ふれあいeタウンいわくに. 2019-02-25  [2019-03-06] （日语）.[]
7. ↑  .   [2019-03-14]. （原始内容存档于2019-03-15） （日语）.

## 外部連結
- 錦川清流線各站介紹 清流見晴站 （页面存档备份，存于）（日語）（錦川鐵道）